# Ліптовське Матяшовце
Ліптовське Матяшовце (словац. Liptovské Matiašovce) — село, громада округу Ліптовський Мікулаш, Жилінський край, регіон Ліптов. Кадастрова площа громади — 5,73 км².
Населення 319 осіб (станом на 31 грудня 2018 року).

## Історія
Ліптовське Матяшовце згадується 1416 року.

## Населення
| Рік:            | 1994. | 2004.   | 2014.   | 2024.   |
| --------------- | ----- | ------- | ------- | ------- |
| Кількість осіб: | 303   | 289     | 299     | 321     |
| Різниця:        |       | -4,62 % | +3,46 % | +7,35 % |

| Рік:            | 2023. | 2024.   |
| --------------- | ----- | ------- |
| Кількість осіб: | 322   | 321     |
| Різниця:        |       | -0,31 % |